# Flughafen Graz-Thalerhof
Flughafen Graz-Thalerhof er en lufthavn i Østrig omkring 10 km syd for landets næststørste by Graz i delstaten Steiermark. Den er den tredjestørste lufthavn efter lufthavnene i Wien og Salzburg. Lufthavnen betjener både civil og militær luftfart.

## Historie
Lufthavnens historie begynder i 1913, da der anlægges en militærlufthavn. På grund af bestemmelserne i Saint-Germain-traktaten kunne flytrafikken efter 1. verdenskrig først genoptages i 1925 og da fungerede den som lufthavn for indenrigsruter.
Efter 2. verdenskrig i 1951, da Steiermark hørte til den britiske besættelseszone, påbegyndtes atter international flytrafik fra lufthavnen. Som det første anlæg af denne type anlagde man i 1955 en 1.500 m lang betonlandingsbane med tilhørende belysning.
For at tilgodese den voksende trafik på lufthavnen blev den løbende udbygget. I 2005 tog man en ny passagerterminal i brug, og i forbindelse med udbygningen af jernbanen skal der etableres en underjordisk station for både nær- og fjerntrafik. I dag forbindes lufthavnen med S-togslinje 5 til Graz Hauptbahnhof, som nås på ca. 12 minutter.

## Civil trafik
For ruteflyvningen fungerer Flughafen Graz-Thalerhof som fødelinje til de internationale lufthavne i Wien, München, Frankfurt am Main, Zürich og London. Der udgår også charterfly fra lufthavnen, primært til destinationer i Middelhavnsregionen.
Der flyves til en lang række inden- og udenlandske destinationer, med Austrian Airlines til Wien, Düsseldorf, Linz, Lufthansa til Frankfurt am Main, München og Stuttgart, Intersky til Berlin-Tempelhof, Friedrichshafen, Welcome Air til Innsbruck, Hannover, Göteborg, Stavanger, Kristiansand, TUIfly til Köln-Bonn, Hamburg, Ryanair til London-Stansted, Barcelona-Girona, Robin Hood Aviation til Zürich, Rheinair til Zürich og Niki til Palma de Mallorca.
Ved lufthavnen findes endvidere siden 1981 det østrigske luftfartsmuseum.

## Militær trafik
Den militære lufthavn befinder sig i den vestlige del af lufthavnsområdet og ejes af den østrigske forbundshær. Lufthavnen fungerr som base for luftvåbenets jagerfly Saab 105 og F-5 Freedom Fighter. I 2008 anskaffer Østrig 15 Eurofighter Typhoon til erstatning for de eksisterende jagerfly. Da disse stationeres på den nærliggende militærlufthavn Fliegerhorst Hinterstoisser ved Zeltweg lukker militærlufthavnen i Graz-Thalerhof den 1. oktober 2008.